# Promitheas Patrasso Basketball Club 2020-2021
Questa voce raccoglie le informazioni riguardanti il Promitheas Patrasso B.C. nelle competizioni ufficiali della stagione 2020-2021.

## Stagione
La stagione 2020-2021 dell'Promitheas Patrasso è la 5ª nel massimo campionato greco di pallacanestro, la Basket League.

## Roster
Aggiornato al 6 marzo 2023.
| Promitheas Patrasso 2020-21 | Promitheas Patrasso 2020-21 |
| Giocatori                   | Staff tecnico               |
| --------------------------- | --------------------------- |

| N. | Naz.                                 | Ruolo | Nome                  | Anno | Alt.   | Peso   |  |
| -- | ------------------------------------ | ----- | --------------------- | ---- | ------ | ------ |  |
| 1  | Stati Uniti (bandiera)               | C     | Danny Agbelese        | 1990 | 206 cm | 107 kg |  |
| 2  | Stati Uniti (bandiera)               | C     | Jerai Grant           | 1989 | 206 cm | 106 kg |  |
| 3  | Porto Rico (bandiera)                | G     | Gian Clavell          | 1993 | 193 cm | 84 kg  |  |
| 4  | Grecia (bandiera)                    | PG    | Michalīs Lountzīs     | 1998 | 196 cm | 91 kg  |  |
| 5  | Guyana (bandiera)                    | A     | Delroy James          | 1987 | 203 cm | 105 kg |  |
| 7  | Grecia (bandiera)                    | AG    | Dīmītrīs Agravanīs    | 1994 | 208 cm | 109 kg |  |
| 8  | Stati Uniti (bandiera)               | P     | Zamal Nixon           | 1989 | 185 cm | 82 kg  |  |
| 10 | Stati Uniti (bandiera)               | P     | Diante Garrett        | 1988 | 193 cm | 86 kg  |  |
| 11 | Senegal (bandiera)                   | AG    | Mouhammad Faye        | 1985 | 208 cm | 98 kg  |  |
| 11 | Grecia (bandiera)                    | AP    | Iōannīs Agravanīs     | 1998 | 198 cm | 95 kg  |  |
| 12 | Stati Uniti (bandiera)               | AG    | Quincy Ford           | 1993 | 203 cm | 102 kg |  |
| 13 | Cipro (bandiera) · Grecia (bandiera) | GA    | Andreas Christodoulou | 1995 | 197 cm | 100 kg |  |
| 14 | Grecia (bandiera)                    | G     | Nikolaos Vasileiou    | 2005 | 195 cm |        |  |
| 15 | Grecia (bandiera)                    | AC    | Periklīs Kouroupakīs  | 2002 | 206 cm |        |  |
| 17 | Grecia (bandiera)                    | G     | Vaggelīs Mantzarīs    | 1990 | 194 cm | 95 kg  |  |
| 19 | Grecia (bandiera)                    | AP    | Leonidas Kolios       | 2003 | 196 cm |        |  |
| 20 | Stati Uniti (bandiera)               | AC    | Jehyve Floyd          | 1997 | 203 cm | 109 kg |  |
| 20 | Stati Uniti (bandiera)               | P     | Jawun Evans           | 1996 | 183 cm | 86 kg  |  |
| 27 | Grecia (bandiera)                    | PG    | Iōannīs Athīnaiou     | 1988 | 194 cm | 96 kg  |  |
| 31 | Grecia (bandiera)                    | AP    | Charīs Giannopoulos   | 1989 | 200 cm | 95 kg  |  |
| 44 | Stati Uniti (bandiera)               | G     | Ian Miller            | 1991 | 190 cm | 84 kg  |  |
| 45 | Serbia (bandiera)                    | P     | Nikola Radičević      | 1994 | 197 cm | 91 kg  |  |
| 72 | Grecia (bandiera)                    | A     | Leuterīs Mantzoukas   | 2003 | 207 cm | 100 kg |  |
| 77 | Grecia (bandiera)                    | P     | Nasos Mpazinas        | 2003 | 189 cm |        |  |
| 88 | Grecia (bandiera)                    | C     | Giōrgos Tanoulīs      | 2002 | 208 cm |        |  |

| Allenatore                                                                                    |
| - Makīs Giatras                                                                               |
| Assistente/i                                                                                  |
| - Kōstas Ntouvas - Petar Petrović Legenda - (C) Capitano - (IN) Inattivo - Infortunato Roster |

## Mercato

### Sessione estiva
| Acquisti | Acquisti              | Acquisti        | Acquisti   | Acquisti |
| R.       | Nome                  | da              | Modalità   |          |
| -------- | --------------------- | --------------- | ---------- | -------- |
| C        | Danny Agbelese        | Kolossos Rodi   | svincolato |          |
| PG       | Michalīs Lountzīs     | Lavrio          | svincolato |          |
| GA       | Andreas Christodoulou | Rethymno        | svincolato |          |
| P        | Diante Garrett        | Free agent      | svincolato |          |
| AG       | Mouhammad Faye        | Avtodor Saratov | svincolato |          |
| A        | Delroy James          | Murcia          | svincolato |          |
| G        | Ian Miller            | Roanne          | svincolato |          |
| AC       | Jehyve Floyd          | Larisa          | svincolato |          |
| AP       | Charīs Giannopoulos   | AEK Atene       | svincolato |          |
| P        | Zamal Nixon           | R. Ludwigsburg  | svincolato |          |
| AP       | Iōannīs Agravanīs     | AEK Atene       | svincolato |          |

| Cessioni | Cessioni              | Cessioni            | Cessioni       | Cessioni |
| R.       | Nome                  | a                   | Modalità       |          |
| -------- | --------------------- | ------------------- | -------------- | -------- |
| P        | Langston Hall         | Stella Rossa        | fine contratto |          |
| G        | Chris Babb            | Telekom Bonn        | fine contratto |          |
| AG       | Chase Fieler          | Bamberger           | fine contratto |          |
| A        | Leōnidas Kaselakīs    | Panathīnaïkos       | fine contratto |          |
| C        | Loukas Maurokefalidīs | Peristeri           | fine contratto |          |
| AP       | James Bell            | N.B. Brindisi       | fine contratto |          |
| P        | Dīmītrīs Katsivelīs   | AEK Atene           | fine contratto |          |
| GA       | Oleksandr Lypovyj     | Prometej            | rescissione    |          |
| C        | Marvin Jones          | Peristeri           | fine contratto |          |
| PG       | Chrīstos Kafezas      | Tritonas Sepolionas | fine contratto |          |
| AP       | Iōannīs Agravanīs     | Charilaos Trikoupis | prestito       |          |

### Dopo l'inizio della stagione
| Acquisti | Acquisti          | Acquisti            | Acquisti         | Acquisti      |
| R.       | Nome              | da                  | Data             | Modalità      |
| -------- | ----------------- | ------------------- | ---------------- | ------------- |
| P        | Nikola Radičević  | Free agent          | 10 ottobre 2020  | svincolato    |
| AP       | Iōannīs Agravanīs | Charilaos Trikoupis | 15 dicembre 2020 | fine prestito |
| PG       | Iōannīs Athīnaiou | Peristeri           | 18 dicembre 2020 | svincolato    |
| C        | Jerai Grant       | Al Manama           | 23 dicembre 2020 | svincolato    |
| P        | Jawun Evans       | Free agent          | 16 gennaio 2021  | svincolato    |
| AG       | Quincy Ford       | BCM Gravelines      | 17 gennaio 2021  | svincolato    |
| G        | Gian Clavell      | Avtodor Saratov     | 28 aprile 2021   | svincolato    |

| Cessioni | Cessioni            | Cessioni          | Cessioni         | Cessioni       |
| R.       | Nome                | a                 | Data             | Modalità       |
| -------- | ------------------- | ----------------- | ---------------- | -------------- |
| AC       | Jehyve Floyd        | Hap. Gilboa G.E.  | 12 ottobre 2020  | rescissione    |
| P        | Zamal Nixon         | Science City Jena | 12 ottobre 2020  | rescissione    |
| AG       | Mouhammad Faye      | Free agent        | 14 dicembre 2020 | rescissione    |
| G        | Vaggelīs Mantzarīs  | Peristeri         | 17 dicembre 2020 | rescissione    |
| A        | Leuterīs Mantzoukas | Panathīnaïkos     | 18 dicembre 2020 | definitivo     |
| AG       | Delroy James        | Free agent        | 20 dicembre 2020 | rescissione    |
| P        | Diante Garrett      | Gießen 46ers      | 4 gennaio 2021   | rescissione    |
| P        | Nikola Radičević    | Free agent        | 10 gennaio 2021  | fine contratto |
| G        | Ian Miller          | Cholet            | 28 febbraio 2021 | rescissione    |
| P        | Jawun Evans         | Free agent        | 8 aprile 2021    | rescissione    |
| PG       | Iōannīs Athīnaiou   | Bilbao Berri      | 17 aprile 2021   | rescissione    |